# Дольчини, Мирко
Мирко Дольчини (итал. Mirko Dolcini; род. 13 ноября 1973, Сан-Марино, Сан-Марино) — сан-маринский политик, юрист и парламентарий, с 1 октября 2020 по 1 апреля 2021 года капитан-регент Сан-Марино вместе с Алессандро Карделли.

## Биография
Мирко Дольчини родился в столице государства в ноябре 1973 года. По окончании школы учился в итальянском городе Урбино, где закончил Урбинский университет по должности адвокат. В дальнейшем он возглавил ассоциацию адвокатов и был редактором юридической газеты.
В 2019 году он от партии Домани Мотус Либери стал депутатом парламента Сан-Марино. Через несколько месяцев, в сентябре 2020 года он был избран на текущий срок руководителем страны. Вступил в должность капитан-регента Сан-Марино 1 октября. Занимал этот пост в течение полугода.
Мирко Дольчини женат, у него четырёхлетний ребёнок.